# Дайверс, Эдвард
Эдвард Дайверс (англ. Edward Divers; 27 ноября 1837 года — 8 апреля 1912 года) — известный британский химик-экспериментатор, слабовидящий с раннего детства. С 1885 года член Лондонского королевского общества. Между 1873 и 1899 годами Дайверс жил и работал в Японии и значительно способствовал развитию науки и образования в этой стране.

## Биография
Дайверс родился в Лондоне, а родители его были родом из графства Кент. У него была сестра и брат, работающий на Темзском металлургическом и  судостроительном заводе. Воспаление глаз, случившееся в младенчестве, серьезно нарушило его зрение, что нельзя было исправить очками. Положение ещё более усугубил взрыв во время эксперимента в 1884 году, приведший к потере правого глаза. В 1850 году Дайверс поступил в Лондонскую школу, где его вдохновили лекции по химии, читаемые Томасом Холом. В 1853—1854 годах он стал помощником в лаборатории Джона Стенхауса в медицинской школе госпиталя Святого Варфоломея. Стэнхауз считал, что проблемы со зрением Дайверса не позволят ему стать успешным химиком, хотя позже он изменил свое мнение. В 1854 году Дайверс стал помощником Эдмунда Рональдса (1819—1889), а затем продолжил работу в той же должности под руководством Томаса Генри Рони (1817—1894). Затем он отправился в Королевский колледж, Голуэй в Ирландии, получить университетскую степень по медицине, одну из немногих научных степеней, которая давала возможность преподавать химию и проводить дальнейшие исследования. Он оставался в Голуэе в течение двенадцати лет, защитив докторскую в 1860 году, вплоть до 1866 года, после чего переехал из Ирландии в Лондон. После 1860 года и до своего отправления в Японию в 1873 году Дайверс проводил различные учебные занятия в качестве лектора по медицине (Королевский колледж, Бирмингем, который позже стал Бирмингемским университетом), судебной медицине (Медицинская школа Мидлсекской больницы в Лондоне), физике (школа при Чаринг-Кросской медицинской больнице) и химии (Альбертский ветеринарный колледж).
Дайверс стал членом Химического Общества в 1860 году, а с 1862 году начал публиковать результаты своих экспериментальных работ, посвященных изучению смешанного карбоната аммония и магния (1862 г.), тетрахлороцинката аммония (1868 г.), а также опубликовал три статьи в 1870 году о карбонате и уретане аммония. Он исследовал в 1863 году реакцию, в которую самопроизвольно вступает нитроцеллюлоза, образовывая студенистые кислоты, и опубликовал две статьи в 1871 году о нитритах, где описал впервые обнаруженные гипонитриты. В 1873 году он сообщил о взаимодействии аммиака и нитрата аммония, описанном в ходе экспериментов в Японии в период с 1873 по 1899 год. Насыщенный раствор нитрата аммония в аммиаке теперь известен как раствор Дайверса. Его работа, проведённая в течение этого периода, была признана в Национальном университете Ирландии в Голуэе и различных обществах в Англии. Он был президентом секции B Британской ассоциации (1902); вице-президент Химического общества (1900-02); вице-президентом Королевского Института химии(1905) и президентом Общества химической промышленности (1905). Дайверс в 1885 году был избран членом Королевского общества.

## Жизнь и работа в Японии
По рекомендации А. У. Уильямсона, в июле 1873 года, Дайверс отправился в Японию. Эта страна только начинала модернизироваться, в частности, путем внедрения западных наук и институтов. Дайверс был приглашен преподавать общую и прикладную химию в Императорском техническом колледже в Тораномоне , Токио. Он стал ведущим преподавателем колледжа в 1882 году. В 1886 году колледж вошёл в состав Токийского императорского университета, где Дайверс проработал на кафедре неорганической химии до своего возвращения в Англию в 1899 году. В течение первых семи или восьми лет в Японии он занимался административной и преподавательской деятельностью, а также отвечал на многочисленные запросы Департамента общественных работ по анализу образцов различных минералов и благородных металлов.
Таким образом, он посвятил свои первые после отъезда из Англии работы японским минералам, и представил их на собраниях Британской ассоциации, состоявшихся в Йорке в 1881 году. Одна из этих работ заключалась в обнаружении селена и теллура в японской сере, выделенной из свинцовых отложений при добыче серной кислоты в Осаки(город). Используя этот материал, он позже обнаружил сульфоксид теллура и разработал новый метод количественного разделения теллура и селена. Эти и другие работы по теллуру и селену были опубликованы в « Журнале химического общества» в 1883—1885 гг. Там он опубликовал более 20 других статей в течение короткого периода 1884—1885 годов, в основном по химии соединений азота и серы.
За два года до прибытия в Японию Дайверс опубликовал важную статью "Существование и образование солей закиси азота ", которую он затем тщательно доработал уже в Японии в 1884 году. Он попытался установить состав серебряного гипонитрита в виде (AgNO)x , отказавшись от формулы Ag5N5O5 , предложенной Бертелотом и Ожье. В 1885 году он опроверг работу Георга Людвига Кариуса , согласно которой тионилхлорид, образованный действием пентахлорида фосфора на неорганические сульфиты рассматривался как прямой продукт реакции, что составляло единственное экспериментальное доказательство симметричного строения сульфитов. Дайверс продемонстрировал, что тионилхлорид вместо этого получают в ходе побочной реакции двуокиси серы и пентахлорида фосфора. Именно в ходе этой работы, 24 ноября 1884 года, Дайверс потерял правый глаз, поскольку его сильно травмировали кусочки стекла, разлетевшиеся в результате внезапного разрыва бутылки с оксихлоридом фосфора.
Химия сульфированных соединений азота представляла основной научный интерес Дайвера, пока он жил в Японии. В сотрудничестве с Хагой он показал, что многочисленные сложные кислоты, принадлежащие к этой группе соединений, являются продуктами реакции между сернистой и азотистой кислотами, основность среды имеет значение, поскольку защищает продукты реакции от гидролиза и что, вопреки утверждениям других исследователей, нормальные сульфиты и нитриты не реагируют друг с другом. Дайверс и Хага далее показали, что основным продуктом реакции между сернистой и азотистой кислотами всегда является гидроксиламиндисульфоновая кислота и ничего больше.
Дайверс был в основном химиком-экспериментатором и редко занимался теоретической работой. Он очень поощрял дух экспериментальных исследований среди своих учеников, в том числе Йокити Такамина, который первым выделил чистый адреналин, и Масатаку Огава, обнаружившего «ниппоний» (рений). По совету Дайверса М. Чикашиге из Киотского Императорского университета изучил атомный вес японского теллура в 1896 году, надеясь, что этот теллур, который в отличие от европейского теллура связан с серой, а не с каким-либо тяжёлым металлом, может дать атомный вес в соответствии с периодической таблицей, однако никаких различий не наблюдалось.
Во время пребывания в Японии у Дайверса случились два больших несчастья. Первым была внезапная смерть его сына Фредерика, которая произошла в Китае, где он служил в морской таможне. Другим была смерть в Токио в 1897 году его жены Маргарет Терезы Фицджеральд, на которой он женился в 1865 году. После этой потери Дайверс упал духом, и вместе с этим его возросшее одиночество и преклонные года, привели к возвращению в Англию в 1899 году. Его очень уважали в Японии, в частности, Ито Хиробуми, который в первые годы работы Дайверса в Императорском техническом колледже занимал должность министра общественных работ и, таким образом, часто общался с Дайверсом. Вклад Дайверса в образование был признан японским правительством, которое в 1886 году представило его к награждению Орденом Восходящего Солнца 3 класса, в 1898 году, Орденом Священного Сокровища 2 класса. Дайверс также был почетным членом Токийского химического общества, Общества химической промышленности Японии и Инженерного общества, последнее из которых было создано учениками Дайверса в Техническом колледже. После его отъезда из Японии в 1899 году Императорский университет Токио присвоил Дайверсу звание заслуженного профессора 17 ноября 1900 года на территории университета был установлен мемориальный бюст Дайверса.
Обе дочери Дайверса вышли замуж в Японии. Старшая, Эдит, вступила в брак с графом Лабри, военным атташе французской миссии в Токио, а младшая Элла вышла замуж за Э. В. Тилдена, жителя Кобе.